# Каратомар (озеро)
Каратомар (каз. Қаратомар) — озеро (по другим данным — болото) в Алтынсаринском районе Костанайской области Казахстана. Находится в 11 км к юго-западу от села Ново-Алексеевка.
По данным топографической съёмки 1944 года, площадь поверхности озера составляет 1,09 км². Наибольшая длина озера — 1,4 км, наибольшая ширина — 1 км. Длина береговой линии составляет 4 км, развитие береговой линии — 1,08. Озеро расположено на высоте 191,9 м над уровнем моря.